# Comuna Desinić, Krapina-Zagorje
Desinić este o comună în cantonul Krapina-Zagorje, Croația, având o populație de 2.933 de locuitori (2011).

## Demografie
Componența etnică a comunei Desinić
     Croați (98,84%)
     Necunoscut (0,17%)
     Neclasificat (0,58%)
Componența confesională a comunei Desinić
     Catolici (89,74%)
     Necunoscută (9%)
     Alte religii (1,26%)
Conform recensământului din 2011, comuna Desinić avea 2.933 de locuitori. Din punct de vedere etnic, majoritatea locuitorilor (98,84%) erau croați. Apartenența etnică nu este cunoscută în cazul a 0,17% din locuitori. Din punct de vedere confesional, majoritatea locuitorilor (89,74%) erau catolici. Pentru 9,0% din locuitori nu este cunoscută apartenența confesională.